# Ваховице
Вахови́це (пол. Wachowice) — село в Польше в гмине Олесно Олесненского повета Опольского воеводства.

## География
Село Ваховице находится при дороге № 901 (Познань — Гливице). В административных границах села находится исток реки Стобрава, которая течёт в сторону села Намыслово и около села Борув-Стобравске впадает в Одру.

## История
В 1975—1998 годах село Ваховице входило в Ченстоховское воеводство.